# Équevilley
Équevilley ist eine französische Gemeinde im Département Haute-Saône in der Region Bourgogne-Franche-Comté.

## Geographie
Die Gemeinde Équevilley liegt auf einer Höhe von 274 m über dem Meeresspiegel, sechs Kilometer östlich von Faverney und etwa 17 Kilometer nördlich der Stadt Vesoul (Luftlinie). Das Dorf erstreckt sich im nördlichen Teil des Departements, an einem leicht nach Norden geneigten Hang, südlich der breiten Talebene der Lanterne.
Die Fläche des 9,46 km² großen Gemeindegebiets umfasst einen Abschnitt der leicht gewellten Landschaft südlich der Lanterne. Der nördliche Gemeindeteil wird von der Talebene der Lanterne eingenommen, die durchschnittlich auf 230 m liegt und eine Breite von rund fünf Kilometern aufweist. Allerdings reicht das Gebiet nicht bis zum Fluss. Es wird durch den Ruisseau de Meurecourt nach Westen zur Lanterne entwässert. Nördlich dieses Baches dehnt sich die Waldung des Bois Lajus aus.
Nach Süden steigt das Gelände allmählich an zu einem Plateau, das aus Muschelkalk der mittleren Trias aufgebaut ist. Es wird durch mehrere Mulden untergliedert, wobei das Tälchen des Ruisseau de Courcelles die westliche Abgrenzung markiert. Dieser Abschnitt wird überwiegend landwirtschaftlich genutzt. Mit einem schmalen Zipfel erstreckt sich das Gemeindeareal südostwärts auf die Höhe des Bois de Lauxon, auf der mit 336 m die höchste Erhebung von Équevilley erreicht wird, und bis in das Quellgebiet des Bâtard, eines rechten Zuflusses des Durgeon.
Zu Équevilley gehört der Weiler Courcelles (240 m) in der Talmulde des Ruisseau de Courcelles. Nachbargemeinden von Équevilley sind Conflans-sur-Lanterne im Norden, Meurcourt und La Villedieu-en-Fontenette im Osten, Neurey-en-Vaux und Le Val-Saint-Éloi im Süden sowie Breurey-lès-Faverney und Mersuay im Westen.

## Geschichte
Mauerfundamente eines gallorömischen Anwesens weisen auf eine sehr frühe Besiedlung des Gebietes hin. Erstmals urkundlich erwähnt wird Équevilley im Jahr 1260. Im Mittelalter gehörte das Dorf zur Freigrafschaft Burgund und darin zum Gebiet des Bailliage d’Amont. Die lokale Herrschaft teilten sich das Kloster Faverney und die Freigrafschaft. Zusammen mit der Franche-Comté gelangte der Ort mit dem Frieden von Nimwegen 1678 definitiv an Frankreich. Zu einer Gebietsveränderung kam es kurz nach der Französischen Revolution mit der Eingemeindung von Courcelles. Zu Beginn des 20. Jahrhunderts wurde Équevilley durch eine Trambahn an das Netz des öffentlichen Verkehrs angebunden. Der Betrieb auf der Linie wurde 1934 eingestellt und durch eine Busverbindung ersetzt. Heute ist Équevilley Mitglied des Gemeindeverbandes Terres de Saône.

## Bevölkerung
| Jahr                       | 1962 | 1968 | 1975 | 1982 | 1990 | 1999 | 2006 | 2016 | 2022 |
| Einwohner                  | 169  | 146  | 144  | 114  | 117  | 117  | 129  | 1247 | 120  |
| Quellen: Cassini und INSEE |      |      |      |      |      |      |      |      |      |

Mit 120 Einwohnern (1. Januar 2022) gehört Équevilley zu den kleinen Gemeinden des Départements Haute-Saône. Nachdem die Einwohnerzahl in der ersten Hälfte des 20. Jahrhunderts deutlich abgenommen hatte (1891 wurden noch 405 Personen gezählt), wurden seit Beginn der 1980er Jahre nur noch geringe Schwankungen verzeichnet.

## Sehenswürdigkeiten
Die Kirche Saint-Germain in Équevilley wurde von 1780 bis 1787 im klassischen Stil neu erbaut und ist mit einem oktogonalen Turm ausgestattet. Sie ist als Monument historique klassiert und beherbergt reiches Mobiliar aus dem 18. Jahrhundert. Ebenfalls sehenswert sind ein Kreuz und ein Calvaire am Dorfeingang, eine Marienstatue sowie ein überdachtes Lavoir, das einst als Waschhaus und Viehtränke diente.

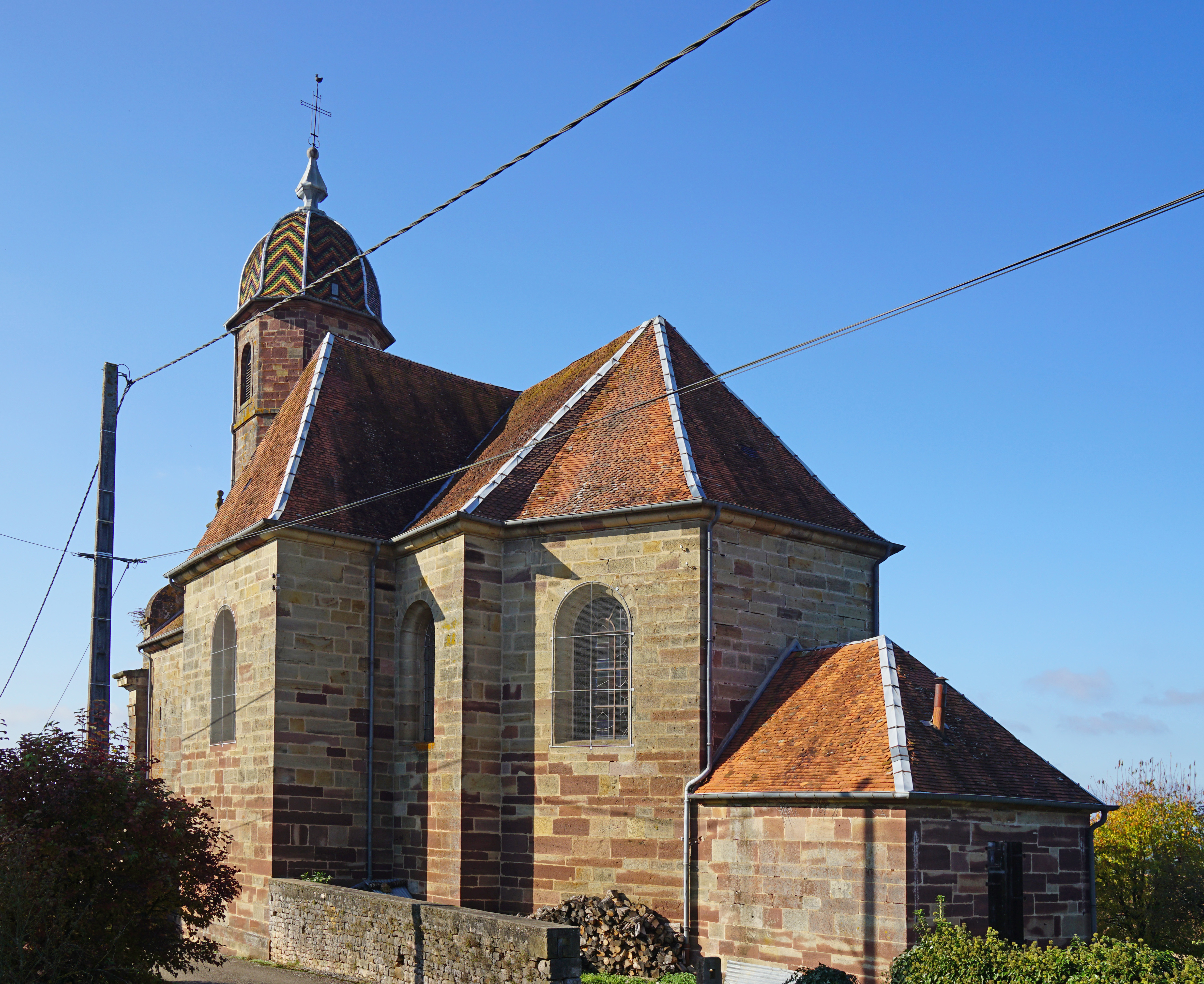
Kirche Saint-Germain
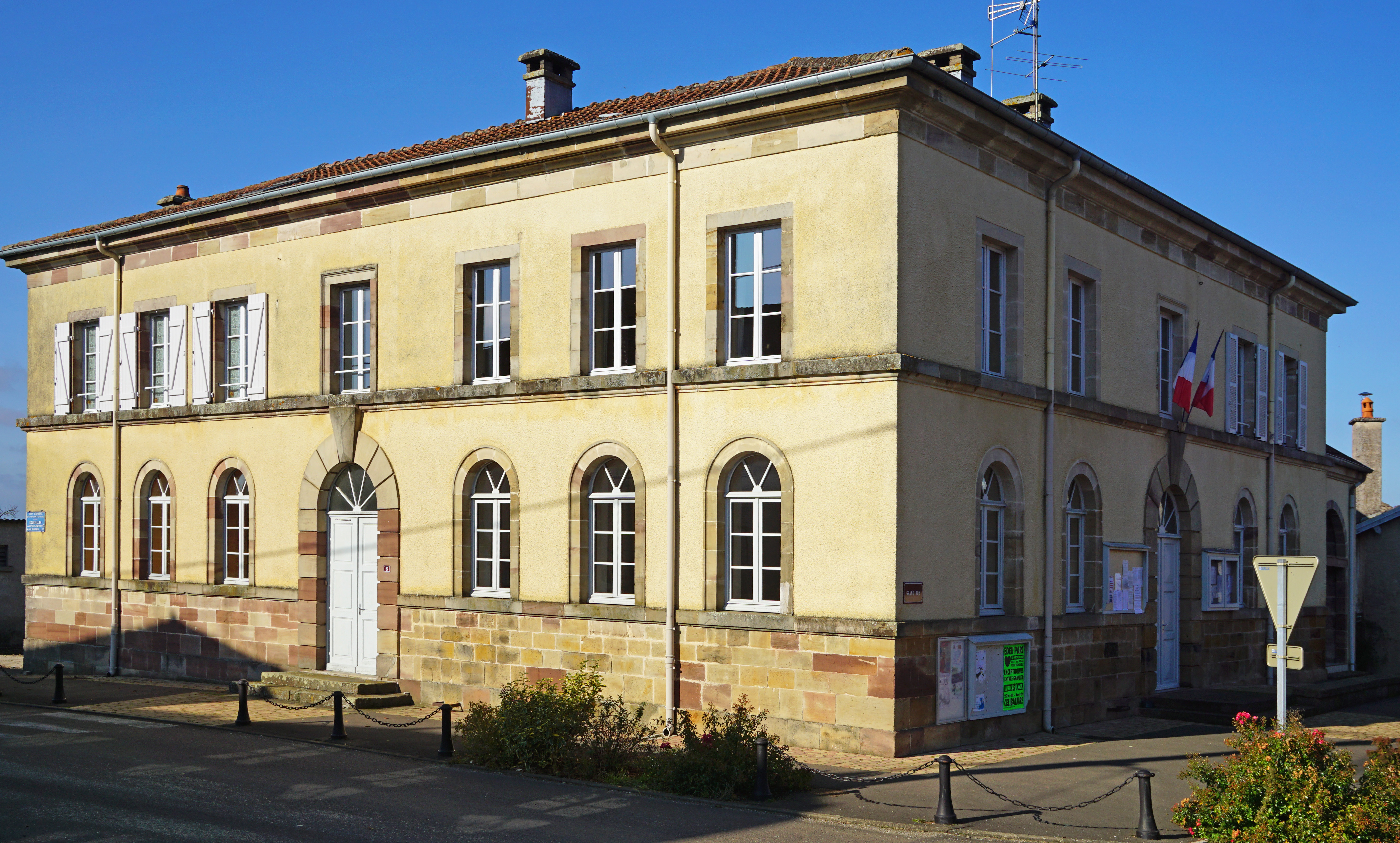
Mairie Équevilley
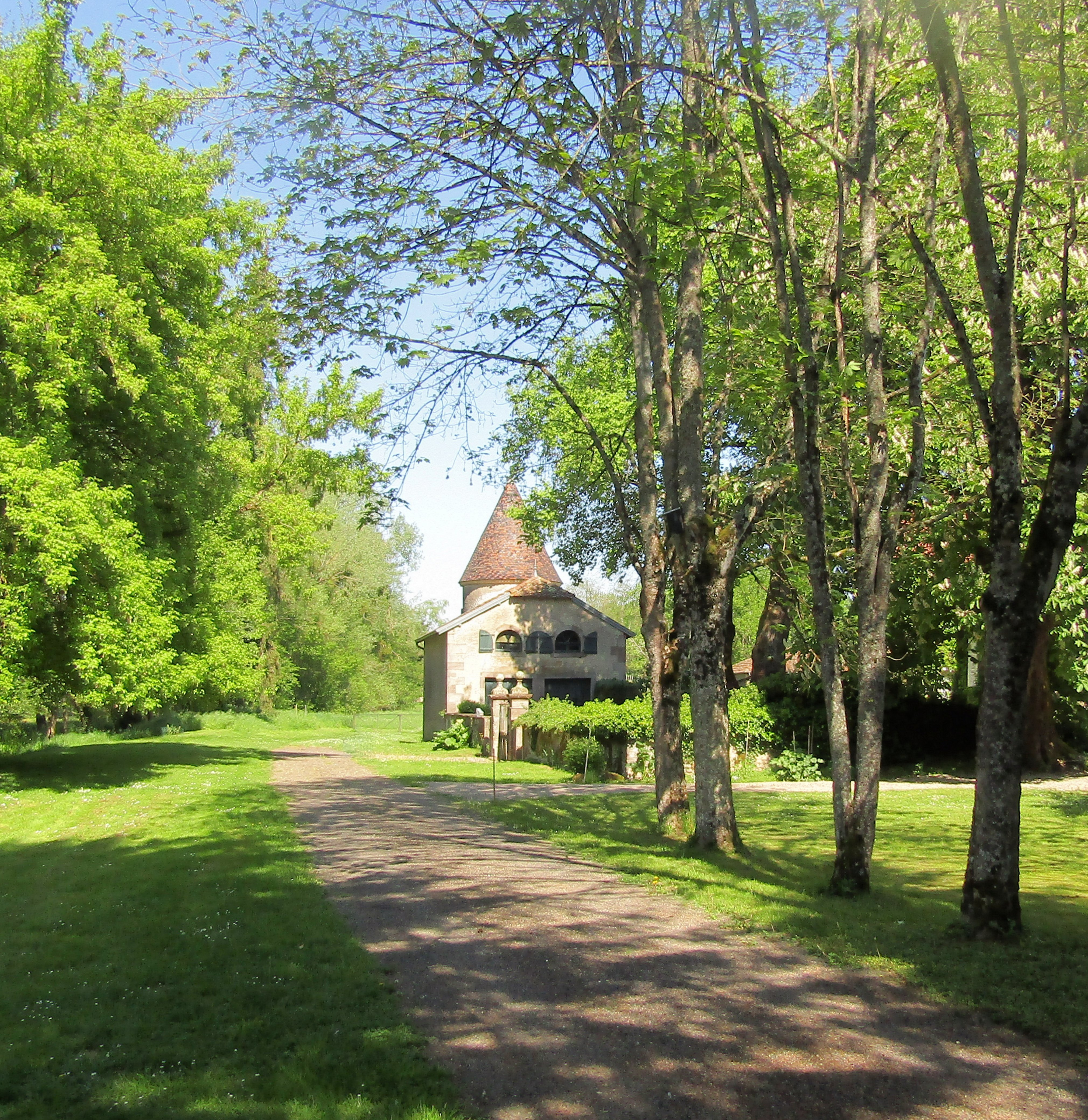
Schloss Courcelles
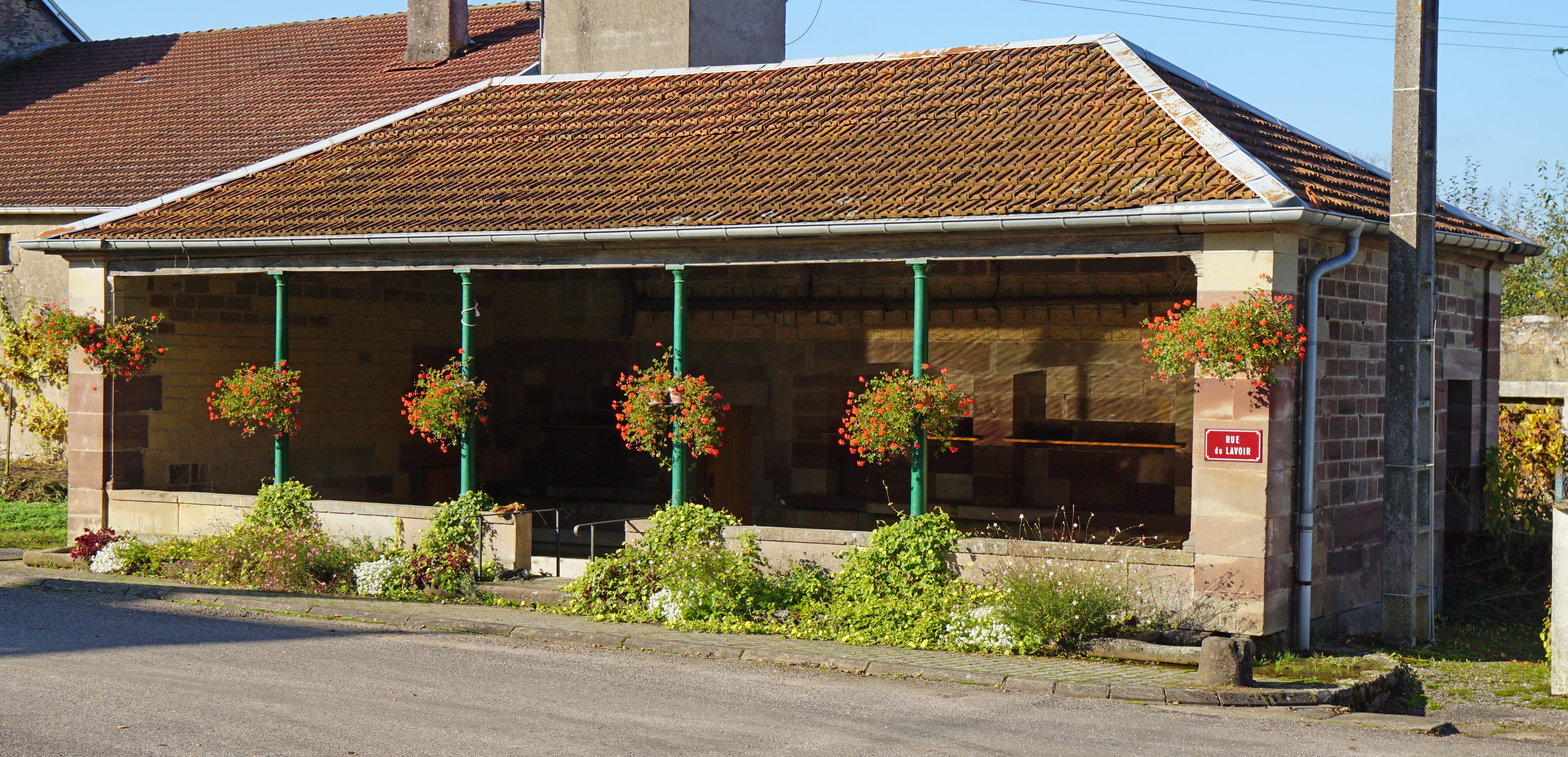
Lavoir
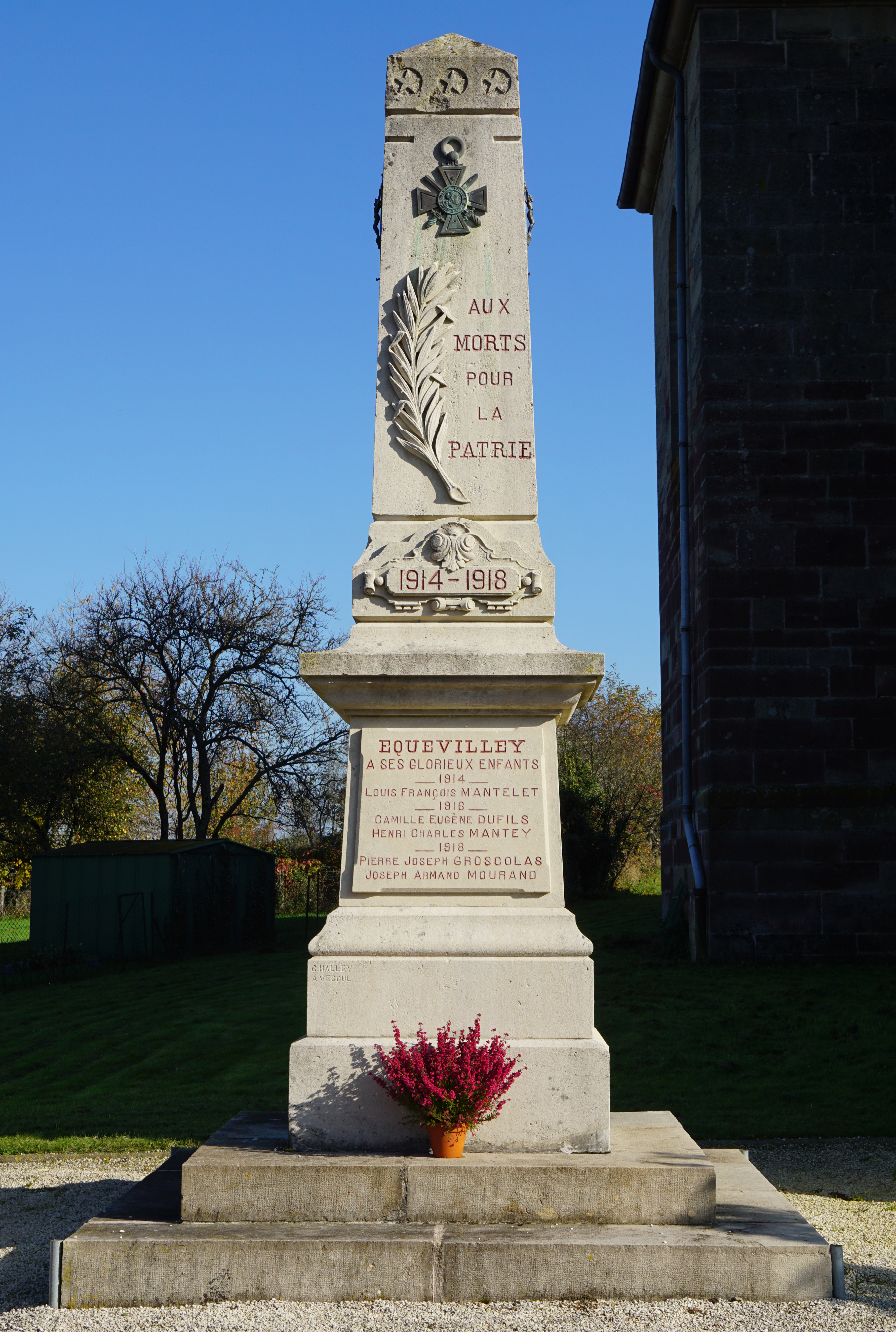
Gefallenendenkmal

## Wirtschaft und Infrastruktur
Équevilley war bis weit ins 20. Jahrhundert hinein ein vorwiegend durch die Landwirtschaft (Ackerbau, Obstbau und Viehzucht) und die Forstwirtschaft geprägtes Dorf. Heute gibt es einige Betriebe des lokalen Kleingewerbes, darunter eine Käserei. In den letzten Jahrzehnten hat sich das Dorf zu einer Wohngemeinde gewandelt. Viele Erwerbstätige sind deshalb Wegpendler, die in den größeren Ortschaften der Umgebung ihrer Arbeit nachgehen.
Der Ort liegt abseits der größeren Durchgangsachsen an einer Departementsstraße, die von Faverney nach La Villedieu-en-Fontenette führt. Eine weitere Straßenverbindung besteht mit Mersuay.